# Annetta South
Annetta South is een plaats (town) in de Amerikaanse staat Texas, en valt bestuurlijk gezien onder Parker County.

## Demografie
Bij de volkstelling in 2000 werd het aantal inwoners vastgesteld op 555.
In 2006 is het aantal inwoners door het United States Census Bureau geschat op 631,.